# Herbie Nichols
Herbert Horatio Nichols (ur. 3 stycznia 1919 w Nowym Jorku, zm. 12 kwietnia 1963 tamże) – amerykański muzyk jazzowy, pianista i kompozytor. Twórca standardu Lady Sings the Blues.

## Życiorys
Urodził się w San Juan Hill, okregu Manhattanu zamieszkałym głównie przez społeczność  różnoetniczną, ale dorastał w sąsiednim Harlemie. Jego afrokaraibscy rodzice pochodzili z Trynidadu i Saint Kitts.
W wieku dziewięciu lat rozpoczął naukę klasycznej gry na fortepianie pod kierunkiem Charlesa L. Becka, który był jego długoletnim nauczycielem. Interesował się również szachami. Uczęszczał do męskiej wówczas DeWitt Clinton High School. Później studiował w City College of New York (CCNY). Jego pierwszym znaczącym krokiem w karierze zawodowego muzyka była praca z zespołem The Royal Baron Orchestra w 1937. Kilka lat później grał w klubach Clark Monroe’s Uptown House i Minton’s Playhouse, ale nie było to dla niego przyjemne doświadczenie, gdyż panująca w nich atmosfera rywalizacji nie odpowiadała jego łagodnemu usposobieniu. Zaprzyjaźnił się tam jednak z innym pianistą, współtwórcą bebopu – Theloniousem Monkiem.
W 1941 został powołany do U.S. Army. Po zakończeniu II wojny światowej i zwolnieniu z wojska wrócił do muzyki. Występował w zespołach bebopowych, ale żeby móc się utrzymać, musiał przestawić się na granie dixielandu. Był członkien m.in. formacji Rex Stewart and His Dixielanders. Jednocześnie komponował, ale jego muzyka, będąca konglomeratem dixielandu, swingu, bopowych wpływów Monka, folku z Karaibów i klasycznej harmonii europejskiej wywodzącej się z twórczości Erika Satie i Béli Bartóka, była zbyt skomplikowana i nie polegająca żadnym klasyfikacjom, żeby spodobać się ówczesnym odbiorcom jazzu. Jego kompozycje zainteresowały jednak pianistkę Mary Lou Williams, która w 1951 nagrała jego utwór Opus Z, pierwotnie noszący tytuł: Stennell. Sam od 1947 starał się podpisać kontrakt z wytwórnią płytową Blue Note. Udało mu się nagrać trzy płyty dopiero w latach 1955–1956. Wtedy także skomponował utwór „Serenade”, który po opatrzeniu tekstem został przemianowany na Lady Sings the Blues. Nagrała go w 1956 autorka słów – Billie Holiday, czyniąc swoim „znakiem firmowym”. Na początku lat 60. w ramach różnych angaży pracował także w klubach, akompaniując wokalistom jazzowym, m.in. Sheili Jordan, która opisała go jako bardzo przystojnego mężczyznę, wysokiego, otoczonego aurą tajemniczości i zawsze elegancko ubranego.
Szereg kompozycji oddał do depozytu Bibliotece Kongresu. Ostatnią płytę nagrał dla wytwórni Bethlehem w 1957. Pozostały po nim zarejestrowany, a niewydany materiał dźwiękowy ukazał się na płytach kompaktowych w latach 80. i następnych. Za życia był dla publiczności muzykiem prawie nieznanym. Później stał się ulubionym kompozytorem w kręgach awangardy jazzowej, ale dopiero pod koniec XX wieku jego talent zaczął zyskiwać szersze uznanie. Duże zasługi w popularyzacji jego osoby i muzyki miał puzonista i kompozytor Roswell Rudd, z którym pracował w latach 60..
Zmarł przedwcześnie wskutek białaczki, na którą chorował w ostatnim okresie życia. Miał 44 lata. Został pochowany na Long Island National Cemetery w East Farmingdale w stanie Nowy Jork.

## Wybrana dyskografia
- 1955
  - The Prophetic Herbie Nichols – vol. 1 (Blue Note)
  - The Prophetic Herbie Nichols – vol. 2 (Blue Note)
- 1956 Herbie Nichols Trio (Blue Note)
- 1957 Love, Gloom, Cash, Love (Bethlehem)
- 1987 The Complete Blue Note Recordings of Herbie Nichols (Blue Note)
- 1992 The Art of Herbie Nichols (Blue Note) – kompilacja
- 2019 Rarities (Musica Jazz)

Z Rexem Stewartem
- 1956 Rex Stewart and His Dixielanders – Dixieland Free-For-All (Jazztone)

Zestawienie wg dat wydania płyt

## Upamiętnienie
Mark Miller napisał biografię pt. Herbie Nichols – A Jazzist's Life, wydaną w 2009 przez Mercury Press (ISBN 978-1551281469).